# Linia kolejowa Greifswald – Lubmin
Linia kolejowa Greifswald – Lubmin – jednotorowa, niezelektryfikowana linia kolejowa o długości 24,9 km położona w kraju związkowym Meklemburgia-Pomorze Przednie.

## Historia
Budowa elektrowni atomowej w Lubminie spowodowała konieczność wybudowania połączenia kolejowego. W latach 1967–69 została wybudowana jednotorowa linia kolejowa, która prowadziła do dworca fabrycznego elektrowni (później Lubmin Personenbahnhof). Jednocześnie nastąpiła rozbudowa dworca w Greifswaldzie, wraz z budową dodatkowego peronu przy nowo wybudowanej linii kolejowej do Lubmina. Linia została poprowadzona z Greifswaldu po torze linii kolejowej Angermünde – Stralsund i odbija od niej 5 kilometrów na południe koło Schönwalde. 28 września 1969 roku rozpoczęto przewozy towarowe po linii, a ruch osobowy 31 maja 1970 roku. W związku ze zmniejszającą się liczbą pasażerów kolej niemiecka zawiesiła kursowanie pociągów 30 maja 1999 roku. 30 grudnia 2000 roku linia pomiędzy Schönwalde a dworcem fabrycznym została przekazana spółce Energiewerke Nord.